# Allochernes masi
Allochernes masi es una especie de arácnido  del orden Pseudoscorpionida de la familia Chernetidae.

## Descripción
Alcanza a medir hasta 2.4 mm.

## Distribución geográfica
Se encuentra en Europa.